# Qiu Jian
Qiu Jian (Huai'an, 25 de junho de 1975) é um atirador olímpico chinês, campeão olímpico.

## Carreira
Qiu Jian representou a China na Olimpíada, de 2008, conquistou a medalha de ouro, na carabina em três posições.